# Juan Castañeda
Juan Castañeda Cortés (Burgos, 18 de octubre de 1980) es un deportista español que compitió en esgrima, especialista en la modalidad de espada. Ganó una medalla de plata en el Campeonato Mundial de Esgrima de 2006, en la prueba por equipos (junto con José Luis Abajo, Ignacio Cantó y Eduardo Sepúlveda).

## Palmarés internacional
| Campeonato Mundial | Campeonato Mundial | Campeonato Mundial | Campeonato Mundial |
| Año                | Lugar              | Medalla            | Prueba             |
| ------------------ | ------------------ | ------------------ | ------------------ |
| 2006               | Turín (Italia)     | Medalla de plata   | Espada por equipos |